# Thionaphthenchinon
Thionaphthenchinon ist eine chemische Verbindung aus der Gruppe der Benzothiophene. Es ist der Thioester der Oxo(2-sulfanylphenyl)essigsäure und hat einen charakteristisch süßlichen Geruch.

## Gewinnung und Darstellung
Thionaphthenchinon wurde erstmals 1908 von Paul Friedlaender et al. synthetisiert. Das Edukt 3-Hydroxybenzothiophen wird hierzu erst mit Salzsäure und Natriumnitrit nitrosyliert und dann durch Kochen in Salzsäure und kontinuierlicher Beigabe von Eisenspänen durch Redoxreaktionen in das Produkt umgewandelt. Nach Friedlaender wird dabei intermediär zunächst das 2-Amino-3-Hydroxybenzothiophen erzeugt, welches schnell zum 2,3-Dihydroxybenzothiophen hydrolysiert und dann von Luftsauerstoff zum Produkt oxidiert wird.

## Eigenschaften
Mit Thiophen erfolgt eine blaue Farbreaktion durch Bildung eines Indigo-ähnlichen Pigments.